# Magomed Parchiev
Magomed Parchiev –en ruso, Магомед Парчиев– (1959 – 1988) fue un deportista soviético que compitió en judo. Ganó una medalla de bronce en el Campeonato Europeo de Judo de 1982 en la categoría de –71 kg.

## Palmarés internacional
| Campeonato Europeo | Campeonato Europeo | Campeonato Europeo | Campeonato Europeo |
| Año                | Lugar              | Medalla            | Categoría          |
| ------------------ | ------------------ | ------------------ | ------------------ |
| 1982               | Rostock (RDA)      | Medalla de bronce  | –71 kg             |